# さいたま市立大宮国際中等教育学校
さいたま市立大宮国際中等教育学校（さいたましりつ おおみやこくさいちゅうとうきょういくがっこう）は、埼玉県さいたま市大宮区三橋四丁目にある市立中等教育学校。

## 概要
さいたま市立大宮西高等学校を改組して2019年に開校した。市内では公立学校の中高一貫教育を行う学校はさいたま市立浦和中学校・高等学校に次いで2校目であるが、完全一貫教育の中等教育学校の開校は、埼玉県全体でも国公私立を通じて初である。
略称は英語名称の「Municipal Omiya International Secondary School」の頭文字をとった「 MOIS （モイス）」。一部ウェブサイトでは「OISS」との表記もあるが、「MOIS」が正規である。また、国際バカロレア (IB) に認定され、正式にIBのMYPおよびDP認定校となった。
重層の体育館を持ち、2階体育館では授業や部活動等に使用される。1階は柔道場と剣道場がある。敷地内には側ヶ谷戸古墳群に属する稲荷塚古墳がある。
中等教育学校としての校歌は、宮澤新樹（埼玉県内の小中学校の校歌の作詞を多く手掛け、旧大宮西高校の校歌の作詞も手掛けた詩人・宮澤章二の次男）が作詞、タケカワユキヒデが作曲を手掛けた。校歌のサビの部分と歌の三番は英語となっている。宮澤章二が手掛けた大宮西高校の校歌の一部が大宮国際中等教育学校の校歌にも使われている。校章は旧大宮西高校出身の漫画家・あらい太朗が制作した。校章がキャラクターのように見えるため、校章が生徒間では「もいもい君」と呼ばれている。2025年度の大宮国際パンフレットにも「もいもい君」と記載されている。(https://omiya-kokusai-fes.moispress.org/pamphlet/)
中等教育学校開校までの経緯
さいたま市は2014年5月8日、当時の市立大宮西高校を2019年4月から完全中高一貫6年制の「さいたま市立中等教育学校（仮称）」に移行して、2017年度をもって高校の新入生募集を停止すると発表したが、一部の在校生や卒業生らから「大宮西高校の伝統が引き継げない」との声もあり、大宮西高校の最後の卒業生となる学年と、中等教育学校の最初の学年が共存できるよう、後に新入生募集停止は2018年度とされた。2020年3月末をもって大宮西高校は閉校となったが、市教委は「学年の差はあるが、1年間でも生徒たちが交流することで大宮西高校が培ってきたものが伝えられるのでは」としている。そして、大宮西高校の卒業生有志が中心となって設置された閉校事業実行委員会が主催する閉校記念行事を、最期の卒業式後の2020年3月16日 - 21日に開催する予定であったが、新型コロナウイルスの感染拡大により、閉校記念行事は中止または延期となった。また、最期となる卒業式も卒業生の親族が罹患していることが判明したため、一時見合わせとなった。
中等教育学校の発足に際し、旧高校時代の校舎が老朽化していることから、旧校舎を解体し新校舎を建設することになった。旧校舎は4階建てだったが、現在所在地が15m以上の建築物が規制されている高度地区に該当するため、新校舎は3階建てとなり、体育館と正門の門扉（旧高校の創立50周年記念の際に、旧校の同窓会より寄贈）は旧高校の物を継続して使用される。体育館は避難所にも使用されることから、空調機が設置された。
初年度の2019年4月は、中学校1年に相当する学年である中等1年のみでスタートした。中等教育学校への移行に合わせて、校名もさいたま市立大宮国際中等教育学校に変更した。

## 校訓
- Grit（やりぬく力）・Growth（成長する力）Global（国際的な視野を身に着ける力）（3G）
- この3Gは、さいたま市の教育目標であり、この学校の授業の名称になっている。

## 教育課程
- 国際バカロレアによる教育プログラムを導入

## 設置学科
- 全日制課程普通科

## 沿革

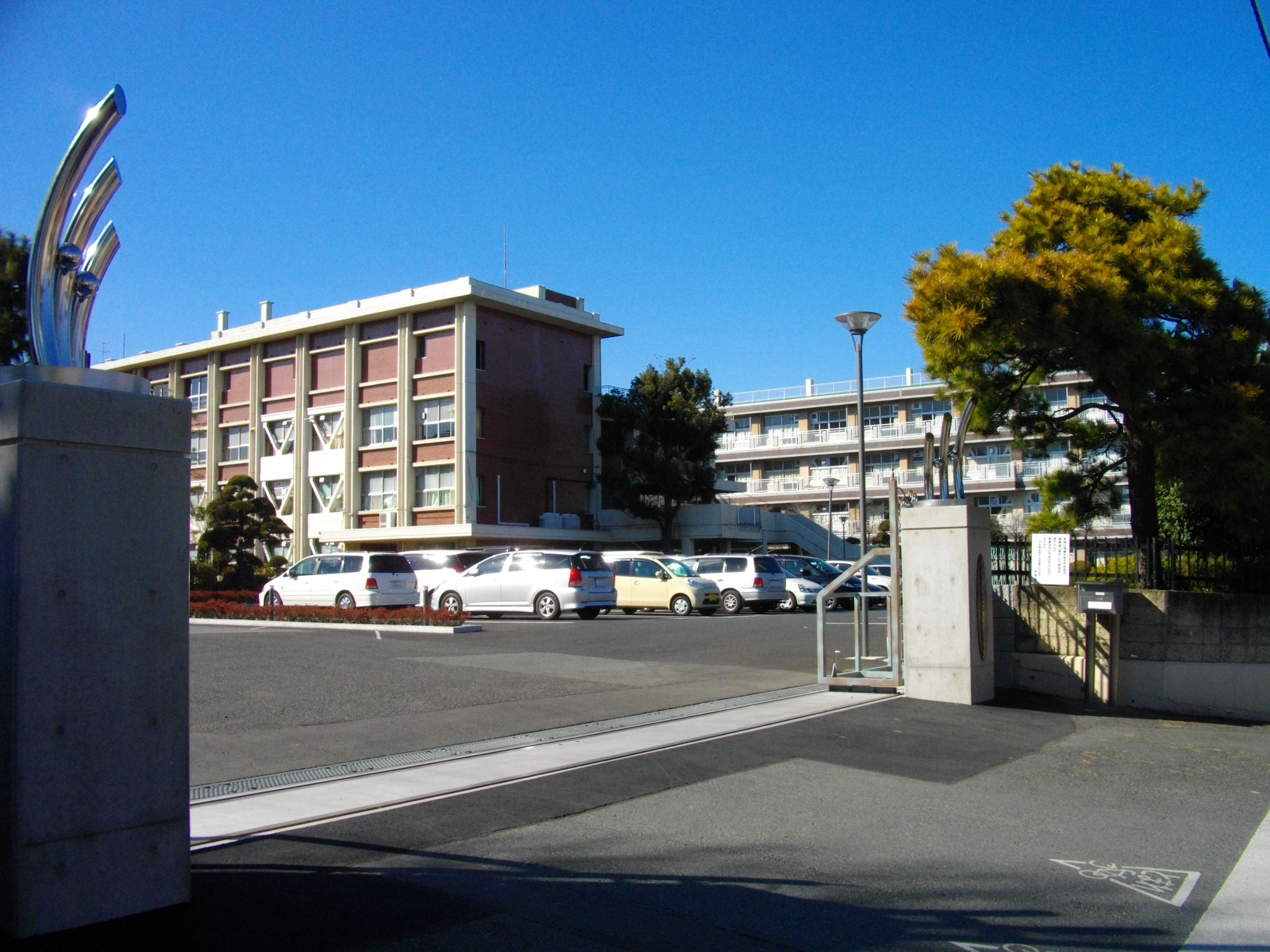
旧さいたま市立大宮西高等学校

- 1962年（昭和37年）4月 - 大宮市立高等学校（第3次）として開校（大宮市日進町一丁目所在の大蔵省所属建物を借用）。
- 1963年（昭和38年）5月 - 大宮市桜木町一丁目476番地（現在の大宮ソニックシティ）の大宮市立桜木小学校旧校舎に移転。
- 1963年（昭和38年）9月 - 大宮市三橋一丁目1300番地（現在のさいたま市立三橋中学校）に完成した四階建て新校舎に移転。
- 1963年（昭和38年）11月 - 埼玉県大宮西高等学校に改称。
- 1966年（昭和41年）4月 - 大宮市三橋四丁目96番地（現在地）に移転。
- 1981年（昭和56年）7月 - 生徒ホールが完成。
- 1986年（昭和61年）9月 - 重層体育館が完成。
- 1991年（平成3年）11月 - 創立30周年式典を挙行。
- 1994年（平成6年）4月 - 大宮市立大宮西高等学校に改称。
- 2001年（平成13年）5月 - さいたま市発足に伴い、さいたま市立大宮西高等学校に改称。
- 2018年（平成30年）4月 - 「中等教育学校」に改組するため、新入生募集を停止。大宮西高校の閉校が決定した。
- 2019年（平成31年）4月 - 完全中高一貫6年制の「さいたま市立大宮国際中等教育学校」が開校。大宮西高校と1年間並存する移行期間になる。
- 2020年（令和2年）
  - 1月27日から家庭研修期間に入るため、24日に大宮西高校の授業がすべて終了。
  - 3月 - 一時見合わせていた卒業式が16日に挙行され、大宮西高校は事実上閉校。
- 2021年（令和3年）5月1日 - 国際バカロレアのMYP認定校となる。

- 2022年（令和4年）5月13日 - 国際バカロレアのDP認定校となる。
- 2023年（令和5年）3月 - 見合わせていた大宮西高校の閉校式が、12日に大同窓会と共に挙行された。
- 2024年（令和6年）6月 - 6学年が揃い、「完成記念式典」が挙行された。
- 2025年（令和7年）3月 - 初の卒業式が行われた。

## 行事
- 国内異文化体験 - 福島県、ブリティッシュヒルズ（1年）
- 芸術鑑賞会 - 東京都、2年生
- 海外語学研修 - ニュージーランド（3年）
- 国内修学旅行 - 東北（4年）
- 海外フィールドワーク - カナダ　ハワイ　マレーシア　国内（5年）
- 1年生は浦和まつりでソーラン節を行う。2020年以降参加していない。
- 毎年5月に体育祭、3月に文化祭「大宮国祭」(読み方はおおみやこくさい/おおみやくにまつり)が実施される。

大宮西高校時代
- 新入生歓迎会、西高祭（文化祭）と体育祭、予餞会（3年生を送る会）、球技大会が主な行事であった。
- 学校主催の行事として、春に行われる郊外行事（遠足）、秋に行われるマラソン大会、2年次の修学旅行があった。

## CA（部活動）
本校では部活動の代わりにCA（Club Activityの略）が設置されている。
2019年11月より正式に活動を開始した。昨今では、部費の支給が無い複数のサークル(原則文化系に限る)も活動を行っている。

### 運動CA
- ゆるスポーツ
- 男子バスケットボール
- 女子バスケットボール
- 男子サッカー
- 女子サッカー
- テニス（硬式）
- ダンス
- バドミントン
- 軟式野球
- 卓球

### 文化CA
- 美術
- 吹奏楽
- パソコン

## 著名な卒業生
大宮西高校時代
- 鈴木昭彦 / CLARABELL（作曲家・音楽プロデューサー）
- 猪俣裕和 / CLARABELL（作曲家・音楽プロデューサー）
- 小石田純一（お笑い芸人）
- 岡安章介（お笑い芸人・ななめ45°）
- 斎藤翔太（サッカー選手）
- 松尾佑介（サッカー選手）
- 高久昇（元ザ・テンプターズ）
- 田中俊夫（元ザ・テンプターズ）
- CHIHARU（ダンサー・TRF）
- あらい太朗（漫画家・別称はアロハ太郎）
- 永田レイナ（タレント・ラジオパーソナリティ・モデル）

## 交通アクセス
- 大宮駅より徒歩30分。大宮駅西口、指扇駅より西武バスにて10 - 15分、「大宮国際中等教育学校」（2020年5月1日に「西高校入口」より改称）または、大宮駅西口、さいたま新都心駅西口より西武バスにて10-15分、「三橋四丁目」停留所下車、徒歩3分。
- 大宮国際生は近くの「三橋二丁目」から降りて登校することはできない。